# 20572 Селеморров
20572 Селеморров (20572 Celemorrow) — астероїд головного поясу, відкритий 9 вересня 1999 року.
Тіссеранів параметр щодо Юпітера — 3,288.